# Bommekallu, Chintamani
Bommekallu là một làng thuộc tehsil Chintamani, huyện Kolar, bang Karnataka, Ấn Độ.